# Heartful
Heartful è il quinto album in studio del gruppo pop giapponese AAA, pubblicato nel 2010.

## Tracce
1. Heartful (♥ ハートフル)
2. Overdrive
3. Break Down
4. Brand New World
5. Rising Sun
6. Summer Revolution
7. As I Am
8. One
9. Get It On
10. Heart and Soul
11. Believe Own Way
12. Field
13. Metamorphose
14. Hide-away